# Атриовентрикуларни блок II степена
Атриовентрикуларни блок II степена један је од три типа АВ блока који настаје када је електрични сигнал између преткомора и комора оштећен. Карактерише се прогресивним кашњење проводљивости или повременим блокирањем  спровођења импулса, што узрокује прескакање срчаних откуцаја. Срчани блок другог степена може бити привремени или трајни, у зависности од оштећења проводног система.
Електрични импулс из синоатријалног чвора морају да путује кроз преткомору, до атриовентрикуларног чвора, затим кроз  Хис-Пуркињеов систем да би коначно стигли до срчаних комора и изазвали њихову контракцију. Овај процес се приказује на ЕКГ као PR интервал који претходи настанку QRS комплекса на РКГ. Кашњење у проводљивости у овом систему резултуje атриовентрикуларним проводним блоком или продужењем PR  интервала на ЕКГ-у. Постоје два типа атриовентрикуларних блокова другог степена: Мобиц тип I, познат и као Венкебахова периодика и  Мобиц тип II.
Генерално, пацијенти са АВ блоком другог степена немају симптоме или могу имати симптоме као што су синкопа и вртоглавица. 

## Епидемиологија
Није било великих студија заснованих на популацији о преваленци атриовентрикуларних блокова I  и II степена. У овом тренутку не постоји повезана старосна, расна или полна корелација. АВ блок се понекад примећује код спортиста и код пацијената са урођеним срчаним поремећајима.

## Основне информације о АВ блоку
Атриовентрикуларни (АВ) блок је брадијаритмија узрокована кашњењем или прекидом у електричној проводљивости између преткомора и комора срца. Атриовентрикуларни блок настаје због анатомских или функционалних оштећења и класификован је у три типа:
- АВ блок I степена, који настаје због одложеног провођења кроз АВ чвор.
- АВ блок II степена, који карактерише прогресивно кашњење проводљивости или повремено блокирана проводљивост.
- АВ блок III степена, који укључује потпуни прекид проводљивости између преткомора и комора срца, узрокујући потпуну АВ дисоцијацију.

Пацијенти са АВ блоком може бити асимптоматски или се може манифестовати сасинкопа, бол у грудима, диспнеја, и брадикардија у зависности од тежине  блока.
Електрокардиографија (ЕКГ) поставља дијагнозу, а лечење се заснива на врсти блока и хемодинамској стабилности пацијента.

### Врсте

#### АВ блок Мобиц I
АВ блок Мобиц I или Венкканбахову периодику карактерише прогресивни, али реверзибилни блок АВ чвора. На ЕКГ-у, ово је дефинисано прогресивним продужавањем PQ интервала који постаје све дужи из откуцаја у откуцај, да би најзад после P таласа изостао QRS комплекс. Потом се успоставља нормална ЕКГ слика, да би се онда опет све поновило. Често код овог блока изглед QRS комплекса варира од откуцаја до откуцаја.
Неки пацијенти су асимптоматски; они који имају симптоме ефикасно реагују на лечење. Постоји низак ризик да АВ блок Мобиц I АВ доведе до срчаног удара и потпуног срчаног блока.

#### АВ блок Мобиц II
АВ блок Мобиц II је узрокован изненадним, неочекиваним неуспехом Хис-Пуркиње ћелија да спроведу електрични импулс. На ЕКГ-у, PQ интервал је стално исте дужине, од откуцаја до откуцаја, а онда се јави један P талас кога не следи QRS комплекс, што резултује насумичним прескакањем откуцаја. Потом се поново успоставља уобичајена ЕКГ слика. Често код овог блока изглед QRS комплекса варира од откуцаја до откуцаја.
Ризици и могући ефекти АВ блока Мобиц II су много озбиљнији од АВ блока Мобиц I а огледају се у томе што може доћи о тешког срчаног удара, а због потенцијал да напредује до потпуног срчаног блока и ако се не препозна, може довести до смрти.

#### Р:QRS однос
Пошто се Мобитз блок типа I јавља у редовним циклусима, увек постоји фиксни однос између броја P таласа и броја QRS  комплекса по циклусу. Овај однос се често наводи када се описује блок. На пример, Мобиц блок тип I  који има 4 P таласа и 3 QRS  комплекса по циклусу може се назвати 4:3 Мобиц блок тип I.
Тип II Мобиц блок се такође обично јавља са фиксним P:QRS односом, са одређеним бројем P таласа за сваки успешно изазван QRS. Овај однос се такође често наводи у односу на 3:1, 4:1, 5:1, или већи  Мобиц блока типа II. Већи број P таласа за сваки QRS  указује на тежи блок, а односи од 3:1 и више се такође називају АВ блок „високог степена“. Наравно, пошто је Мобиц блок типа II нестабилан по природи, уобичајено је да се P:QRS  однос у Мобиц блоку типа II мења током времена. 
Р:QRS однос је увек облика X:(X − 1)  у Мобиц блоку типа I.

#### 2:1 АВ блок
У случају блока 2:1 (2  P таласа за сваки QRS  комплекс) немогуће је разликовати тип I од Мобитз блока типа  само на основу P:QRS  односа или на обрасцу продужења PR интервала. У овом случају, продужени PR интервал са нормалном ширином QRS-а највероватније указује на патологију налик типу I, а нормалан PR интервал са проширеним QRS највероватније указује на патологију сличну АВ блоку типу II.

## Патофизиологија
Код АВ блока  Мобиц I   постоји прогресивно продужење PR интервала (АВ проводљивост) све док се атријални импулс на крају потпуно не блокира. Када је атријални импулс потпуно блокиран, појавиће се P талас без QRS комплекса. Овај образац се често назива „испуштени ритам“. АВ блок Мобиц I  јавља се зато што свака деполаризација резултира продужењем рефракторног периода атриовентрикуларног (АВ) чвора. Када атријални импулс дође кроз АВ чвор током релативног рефракторног периода, импулс ће се спроводити спорије, што ће резултирати продужењем PR интервала. На крају, импулс долази када је АВ чвор у свом апсолутном рефракторном периоду и неће бити спроведен. Ово ће се манифестовати на ЕКГ-у као P талас који није праћен QRS комплексом. Овај непроводни импулс даје време да се АВ чвор ресетује и циклус се наставља. Ова појава доводи до групног пробијања.
Код АВ блока  Мобиц II постоји константан PR интервал преко траке ритма и пре и после неспровођеног атријалног откуцаја. Сваки P талас је повезан са QRS комплексом све док не постоји једна атријална проводљивост или P талас који не прати QRS. АВ блока  Мобиц II често је проблем у инфра-нодалном проводном систему, и стога је повезан са проширеним QRS комплексом, блоком гране снопа или фасцикуларним блоком. Ттреба имати у виду да ако се не спроведе више од једног P таласа, то више није АВ блок Мобиц тип II, већ се сматра АВ блоком високог степена.

## Диференцијална дијагноза
Диференцијална дијагноза укључује:
- урођени срчани блок,
- синоатријални излазни блок,
- неспроведене преурањене атријалне комплексе,
- атриовентрикуларни блок I степена,
- инфаркт миокарда,
- тровање лековими
- атриовентрикуларни блок III степена.

## Терапија
Лечење АВ блока  Мобиц I често није неопходно. Повремено блокови типа  I  могу довести до брадикардије која доводи до хипотензије. Ако дође до хипотензије и брадикардије, блокови типа  I  добро реагују на атропин. Ако не реагује на атропин, треба започети пејсинг (транскутани или трансвенски) ради стабилизације.
Ако пацијент узима било који бета блокатор, блокатор калцијумских канала или дигоксин, дозу ових лекова треба смањити или прекинути терапију. Сви пацијенти са АВ блоком  Мобиц I требало би да буду примљени и праћени.
Лечење АВ блока  Мобиц II укључује покретање пејсинга чим се идентификује овај ритам. Блокови типа II имплицирају структурно оштећење АВ проводног система. Овај ритам се често погоршава у потпуни срчани блок. Овим пацијентима је потребан трансвенски пејсмејкер док се не постави стални пејсмејкер.
За разлику од АВ блока Мобиц I, пацијенти са АВ блокпм  Мобиц II који су брадикардни и хипотензивни често не реагују на атропин.

## Прогноза
Прогноза за Мобитз тип I (Венкебах) је одлична. Ово је обично асимптоматско и не захтева интервенцију код асимптоматских пацијената.
Прогноза за Мобитз тип II варира у зависности од узрока поремећаја ритма. Таквим пацијентима потребно је постављање имплантираних пејсмејкера да би се избегле компликације Мобитз тип II АВ блока као што су смањени минутни волумен срца, симптоматска брадикардија и изненадни срчани застој.

## Компликације
- Потпуна блокада срца
- Синкопа[8]
- Вртоглавица
- Бол у грудима
- Смрт